# Silke Zertz

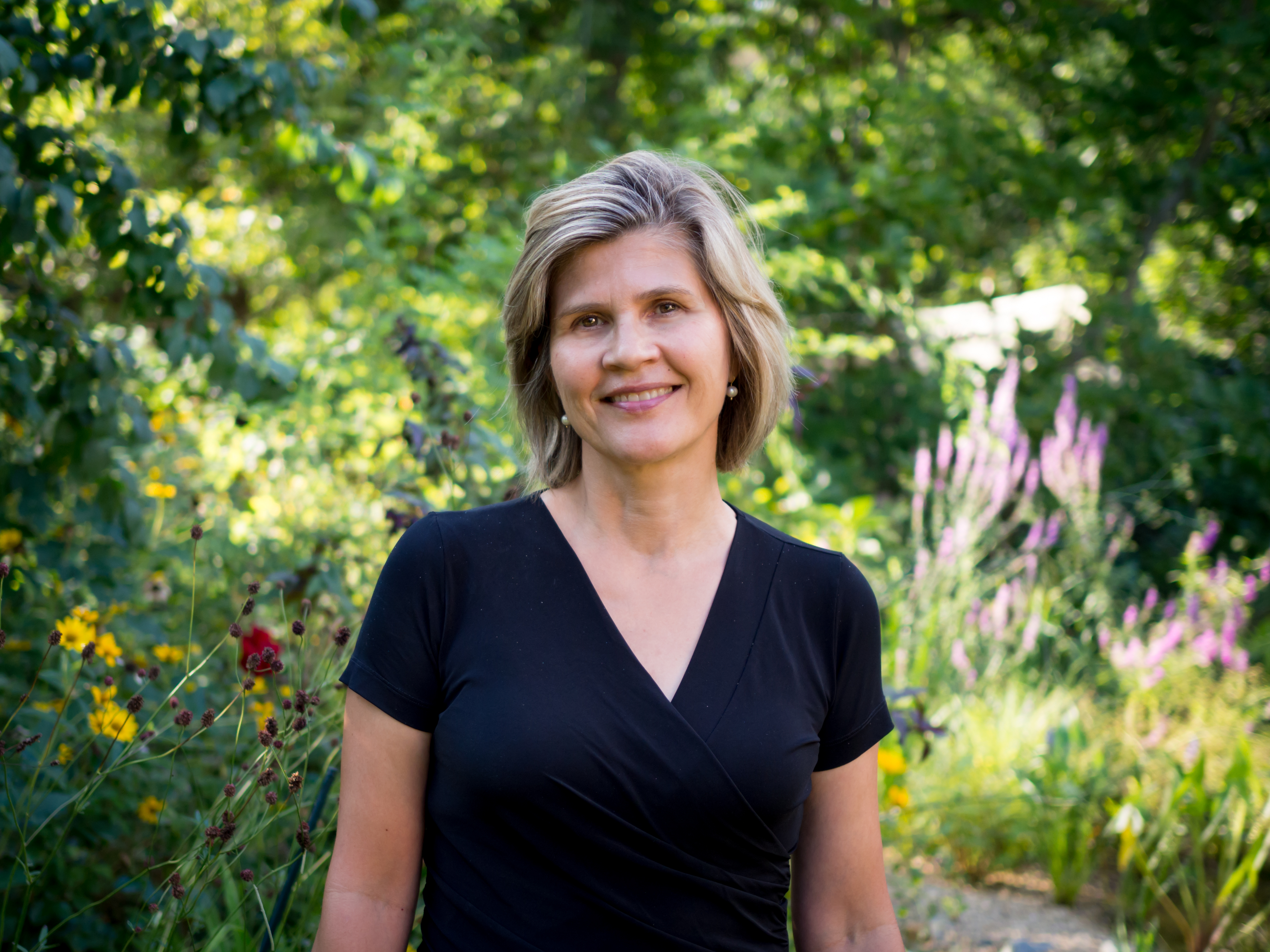
Silke Zertz (2022)

Silke Zertz (* 1966 in Lemgo) ist eine deutsche Drehbuchautorin.

## Leben und Wirken
Silke Zertz studierte Geschichte in Berlin und Indiana, USA. Danach arbeitete sie als Journalistin und ist seit 1995 freie Drehbuchautorin. Sie schreibt Drehbücher für Fernsehproduktionen mehrerer Sender und für unterschiedliche Genres wie Dramen, historische Stoffe und Komödien.
Silke Zertz lebt in Potsdam.

## Auszeichnungen
- 2008: Juliane-Bartel-Preis für Ich bin eine Insel
- 2009: Deutscher Fernsehpreis (Bestes Drehbuch) für Wir sind das Volk – Liebe kennt keine Grenzen und Woche für Woche
- 2009: Bayerischer Fernsehpreis (Bestes Drehbuch) für Wir sind das Volk – Liebe kennt keine Grenzen
- 2022: „Ludwigshafener Auszeichnung“ beim Festival des deutschen Films für das Drehbuch von Laufen
- 2023: Deutscher Fernsehpreis (Bester Mehrteiler) für Lauchhammer – Tod in der Lausitz (nominiert mit anderen stellvertretend für das Team)[1]
- 2023: DAfFNE der Deutsche Akademie für Fernsehen (Bestes Drehbuch) für Laufen[2]

## Filmografie
- 1999: Nicht heulen, Husky (ProSieben)
- 1999–2001: Familie und andere Glücksfälle (ProSieben)
- 2001: Die Liebe meines Lebens (ARD)
- 2003: Ich leih dir meinen Mann (ARD)
- 2004: Der Mustervater – Allein unter Kindern (Sat.1)
- 2004: Ein langer Abschied (SWR)
- 2005: Miss Texas (Sat.1)
- 2005: Durch Liebe erlöst – Das Geheimnis des roten Hauses (ZDF)
- 2005: Die Mandantin (ZDF)
- 2005: Heimliche Liebe – Der Schüler und die Postbotin (Sat.1)
- 2006: Heute fängt mein Leben an (ARD)
- 2007: Reife Leistung (WDR)
- 2007: Ich bin eine Insel (ARD)
- 2007: Der Mustervater 2 – Opa allein zu Haus (Sat.1)
- 2008: Wir sind das Volk – Liebe kennt keine Grenzen (Sat.1)
- 2008: Bloch – Schattenkind (ARD)
- 2008: Woche für Woche (WDR)
- 2009: Die Zeit der Kraniche (MDR)
- 2010: Tod einer Schülerin
- 2011: Der Mann auf dem Baum (ARD)
- 2012: Halbe Hundert (ARD)
- 2012: Bloch – Heißkalte Seele (ARD)
- 2012: Zappelphilipp (ARD)
- 2013: Jedes Jahr im Juni (Arte)
- 2013: Uferlos! (ZDF)
- 2014: Das Lächeln der Frauen (ZDF)
- 2015: Liebe am Fjord – Unterm Eis (ARD)
- 2018: Tannbach – Schicksal eines Dorfes (ZDF, 2. Staffel, 3 Episoden)
- 2018: mit Frauke Hunfeld: Vermisst in Berlin (ZDF)
- 2018: Pauls Weihnachtswunsch (ZDF)
- 2019: Ein himmlisch fauler Engel (ZDF)
- 2020: Auf dünnem Eis (ZDF)
- 2021: Sugarlove (ARD)
- 2021: mit Frauke Hunfeld: Gefährliche Wahrheit (Arte/ZDF)
- 2022: mit Frauke Hunfeld: Lauchhammer – Tod in der Lausitz (Arte/ARD, Fernsehserie, 6 Episoden)
- 2023: Laufen (ZDF) nach dem Roman von Isabel Bogdan
- 2024: Stille Nacht, raue Nacht (ZDF)